# Ormetica latania
Ormetica latania là một loài bướm đêm thuộc phân họ Arctiinae, họ Erebidae.